# Виден (Болгария)
Виден (болг. Виден) — село в Болгарии. Находится в Старозагорской области, входит в общину Павел-Баня. Население составляет 102 человека.

## Политическая ситуация
Виден подчиняется непосредственно общине и не имеет своего кмета.
Кмет (мэр) общины Павел-Баня — Станимир Христов Радевски (инициативный комитет) по результатам выборов.